# Olivia Rodrigo

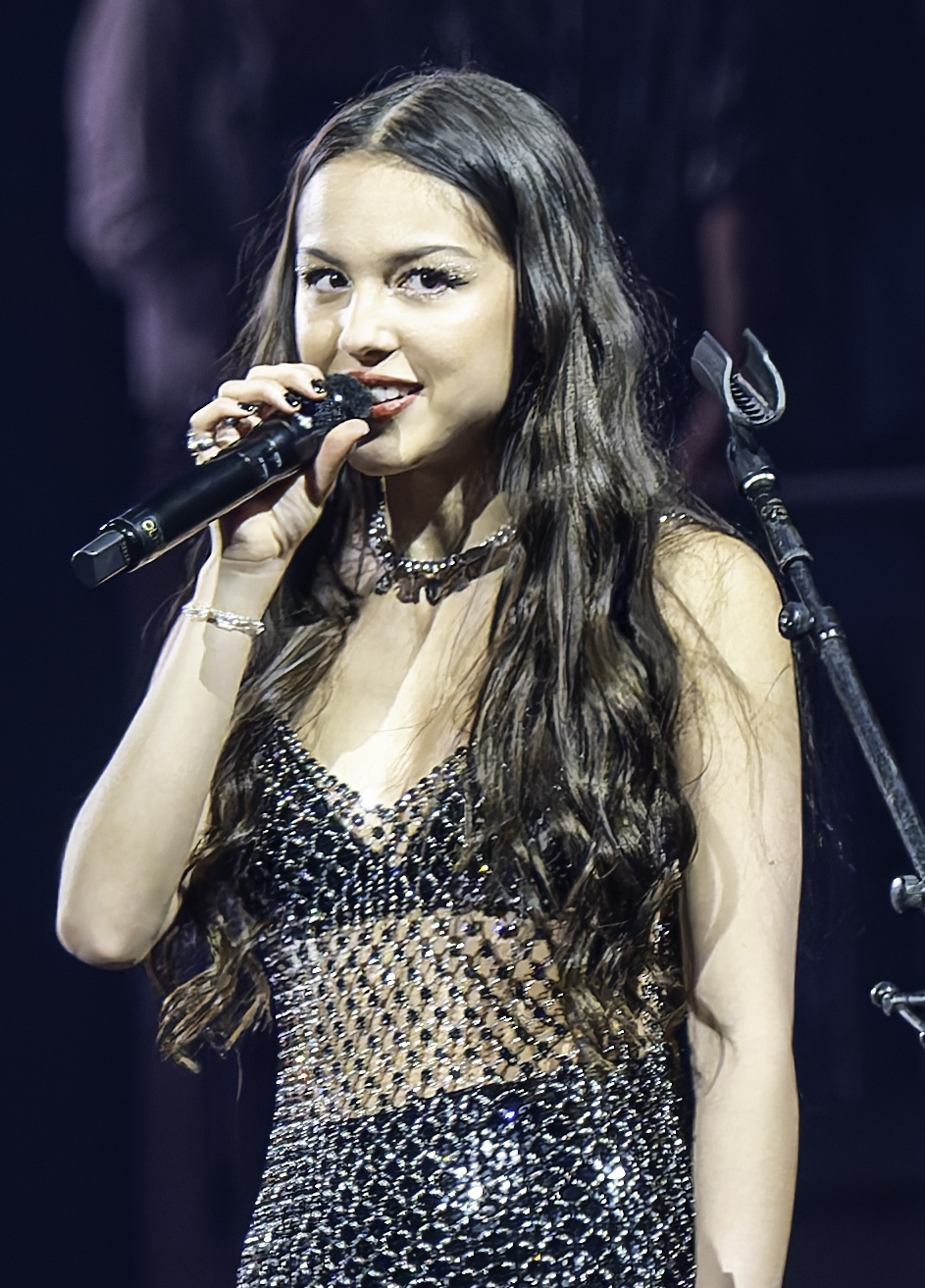
Olivia Rodrigo (2024)

Olivia Isabel Rodrigo (* 20. Februar 2003 in Murrieta, Kalifornien) ist eine US-amerikanische Schauspielerin und Sängerin. Bekannt wurde sie durch die Rolle der Paige Olvera in der Disney-Channel-Serie Bizaardvark und als Nini Salazar-Roberts in der Disney+-Serie High School Musical: Das Musical: Die Serie. Im Jahr 2022 gewann sie drei Grammy-Musikpreise.

## Leben und Karriere
Olivia Rodrigo wurde in Murrieta im US-Bundesstaat Kalifornien geboren und wuchs in der Nachbarstadt Temecula auf und besuchte die Dorothy McElhinney Middle School in Murrieta. Später beschlossen ihre Eltern, sie zu Hause zu unterrichten. Ihr Vater ist Filipino-Amerikaner, während ihre Mutter irischer und deutscher Abstammung ist. Mit sieben Jahren nahm sie Klavierunterricht und sang als Kind bei Talentshows und Neueröffnungen von Supermärkten. Mit 12 Jahren habe sie angefangen, Songtexte zu schreiben, erzählte sie laut ihrer Plattenfirma Interscope.
Erste Schauspielerfahrung sammelte sie in Schultheaterproduktionen der Lisa J. Mails Elementary School und der Dorothy McElhinney Middle School. Später zog sie nach Los Angeles, nachdem sie eine Rolle in der Serie Bizaardvark erhalten hatte.
Zum ersten Mal im Fernsehen war Rodrigo in einem Werbefilm der Marke Old Navy zu sehen. Kurz danach spielte sie bereits die Hauptrolle der Grace Thomas im Film An American Girl: Grace Stirs Up Success. 2016 erhielt sie schließlich die Rolle der Paige Olvera in Bizaardvark; sie verkörperte diese Rolle in drei Staffeln. Im Februar 2019 bekam sie die Hauptrolle Nini Salazar-Roberts im Rahmen der Disney+-Serie High School Musical: Das Musical: Die Serie, welche im November auf dem Streaming-Anbieter anlief. Für diese Serie schrieb Rodrigo das Lied All I Want und am 23. April 2020 wurde All I Want für über 500.000 verkaufte Einheiten in den Vereinigten Staaten mit Gold zertifiziert. Außerdem war sie an Just For A Moment beteiligt, einem weiteren Lied der Serie, welches sie mit Co-Star Joshua Bassett schrieb. Beide Lieder sind im Soundtrack von High School Musical: Das Musical: Die Serie zu hören.
Rodrigo hat einen Plattenvertrag bei Geffen Records und einen Verlagsvertrag bei Sony Music Publishing. In mehreren Interviews hat sie erwähnt, dass ihre größten musikalischen Inspirationen Taylor Swift und Gracie Abrams sind. Am 8. Januar 2021 erschien ihre Debütsingle Drivers License. Während der Veröffentlichungswoche brach das Lied mehrere Rekorde auf Spotify für die meisten Streams eines Nicht-Weihnachtssongs mit über 17 Millionen Streams an einem Tag, womit es nicht nur Ariana Grandes Rekord der meisten Streams brach, sondern auch seinen eigenen. Rodrigo erreichte mit Drivers License weltweit den ersten Platz auf Spotify, Apple Music und iTunes. Am 1. April 2021 erschien ihre zweite Single Deja Vu, welche es in den Top-10 der Billboard Hot 100 schaffte. Die dritte Single Good 4 U erschien am 14. Mai 2021. Am 21. Mai 2021 folgte die Veröffentlichung von Rodrigos Debüt-Album Sour. Am 4. August 2021 wurde bekanntgegeben, dass Olivia Rodrigo einen Verlagsvertrag mit Sony Music Publishing schließt. Es handelt sich um ihren ersten Vertrag mit einem Musikverlag.

„Als ich ‚Drivers License‘ schrieb, hatte ich Herzschmerz, der für mich so verwirrend und so vielfältig war, das Kombinieren all dieser Gefühle in einen Song ließ alles so viel einfacher und klarer erscheinen und am Ende des Tages denke ich, dass das wirklich der ganze Zweck des Songwritings ist. Es gibt nichts Schöneres, als in meinem Schlafzimmer am Klavier zu sitzen und ein trauriges Lied zu schreiben. Es ist wirklich meine Lieblingssache auf der Welt.“

Im Juni 2023 gab sie bekannt, dass ihr zweites Studioalbum Guts am 8. September 2023 erscheinen sollte. Die Lead-Single Vampire wurde am 30. Juni 2023 veröffentlicht. Zu dem im November 2023 veröffentlichten Film Die Tribute von Panem – The Ballad of Songbirds and Snakes trug Rodrigo den offiziellen Filmsong Can’t Catch Me Now bei, der ebenso wie das Album Guts von Daniel Nigro (Gründer der Band As Tall as Lions) produziert wurde. Im März 2024 gab sie auf ihrer Guts World Tour bekannt, eine Deluxe-Version ihres Albums Guts mit dem Namen GUTS (spilled) am 22. März 2024 zu veröffentlichen, welches vier Vinyl-Exklusiv-Songs und den brandneuen Song So American beinhaltet.
Sie ist seit Ende 2023 mit dem britischen Schauspieler Louis Partridge liiert.

## Diskografie
Studioalben

| Jahr | Titel Musiklabel          | Höchstplatzierung, Gesamtwochen, AuszeichnungChartplatzierungen (Jahr, Titel, Musiklabel, Platzierungen, Wochen, Auszeichnungen, Anmerkungen) | Höchstplatzierung, Gesamtwochen, AuszeichnungChartplatzierungen (Jahr, Titel, Musiklabel, Platzierungen, Wochen, Auszeichnungen, Anmerkungen) | Höchstplatzierung, Gesamtwochen, AuszeichnungChartplatzierungen (Jahr, Titel, Musiklabel, Platzierungen, Wochen, Auszeichnungen, Anmerkungen) | Höchstplatzierung, Gesamtwochen, AuszeichnungChartplatzierungen (Jahr, Titel, Musiklabel, Platzierungen, Wochen, Auszeichnungen, Anmerkungen) | Höchstplatzierung, Gesamtwochen, AuszeichnungChartplatzierungen (Jahr, Titel, Musiklabel, Platzierungen, Wochen, Auszeichnungen, Anmerkungen) | Anmerkungen                                                   |
| Jahr | Titel Musiklabel          | DE | AT | CH | UK | US | Anmerkungen                                                   |
| ---- | ------------------------- | --- | --- | --- | --- | --- | ------------------------------------------------------------- |
| 2021 | Sour Geffen Records (UMG) | DE5 Gold · (… Wo.)DE | AT1 Platin · (… Wo.)AT | CH3 (… Wo.)CH | UK1 ×3Dreifachplatin · (… Wo.)UK | US1 ×4Vierfachplatin · (… Wo.)US | Erstveröffentlichung: 21. Mai 2021 Verkäufe: + 7.287.500      |
| 2023 | Guts Geffen Records (UMG) | DE1 Gold · (54 Wo.)DE | AT2 (78 Wo.)AT | CH2 (44 Wo.)CH | UK1 ×2Doppelplatin · (… Wo.)UK | US1 (… Wo.)US | Erstveröffentlichung: 8. September 2023 Verkäufe: + 1.123.500 |

## Filmografie

### Filme
- 2015: An American Girl: Grace Stirs Up Success
- 2022: Driving Home 2 U (A Sour Film)
- 2024: Olivia Rodrigo: GUTS World Tour (Konzertfilm)
- 2025: Alfred Morettis Opus (Opus)

### Fernsehen/Serien
- 2016–2019: Bizaardvark (Fernsehserie)
- 2017: New Girl (Fernsehserie, Episode Young Adult)
- 2019–2022: High School Musical: Das Musical: Die Serie (Fernsehserie)

## Tourneen
- 2022: Sour Tour
- 2024: Guts World Tour